# Pourouma napoensis
Pourouma napoensis är en nässelväxtart som beskrevs av C.C. Berg. Pourouma napoensis ingår i släktet Pourouma och familjen nässelväxter. Inga underarter finns listade i Catalogue of Life.